# Rob de Nijs
Robert "Rob" de Nijs, conosciuto anche come Rob De Neys, Bob Dennis, Dansen e Koor (Amsterdam, 26 dicembre 1942 – Bennekom, 16 marzo 2025), è stato un cantante olandese, dedito principalmente al genere pop (soprattutto in lingua olandese) e professionalmente in attività dalla fine degli anni cinquanta.

## Biografia

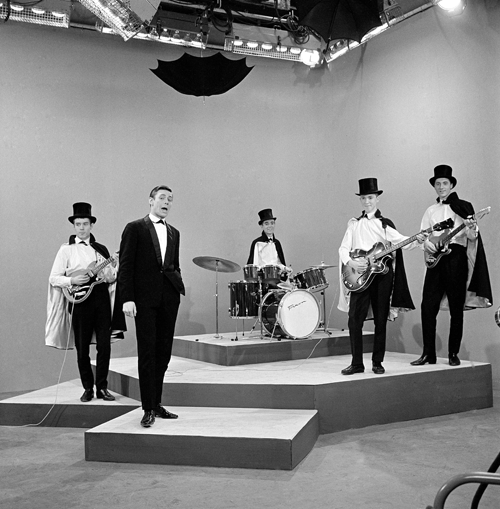
Rob de Nijs assieme al suo gruppo The Lords nel programma televisivo Rooster (1963)

Prima di intraprendere la carriera da solista, ha fatto parte del gruppo The Lords fino al 1965.. In carriera ha pubblicato una quarantina di album, il primo dei quali è Dit is Rob de Nijs del 1964
Tra le sue canzoni di maggiore successo, figurano How Do You Do It, Trees, Hé mama, Oh, had ik 'n hamer, Loop naar de maan, Wit satijn, Troela troela troelala (con The Lords), Jan Klaassen de trompetter, Dag zuster Ursula, Mirella, Malle Babbe, Zet een kaars voor je raam vannacht, Het werd zomer, Huis in de zon, De wereld, De donder rolt, De tijd staat stil, Geloof me, Zo zal het zijn, ecc.
Alla carriera di cantante affianca saltuariamente anche quella di attore: il suo ruolo principale è stato quello di Bertram Bierenbroodspot nella serie televisiva Kunt u mij de weg naar Hamelen vertellen, mijnheer? (1972-1976).
Nel 2019 ha dichiarato di essere affetto dalla malattia di Parkinson ed è morto nel 2025.

## Vita privata
Fu sposato con Belinda Meuldijk per 24 anni, dal 1984 al 2008.

## Discografia

### Album
- Dit is Rob de Nijs (con The Lords) (1964)
- In de uren van de middag (1973)
- Kijken hoe het morgen wordt (1975)
- Tussen zomer en winter (1977)
- 15 jaar (1978)
- Rob de Nijs (1978)
- Met je ogen dicht (1980)
- 20 jaar 20 hits (1981)
- De regen voorbij (1981)
- Springlevend (1982)
- Roman (1982)
- Pur sang (1985)
- Rock and romance (1986)
- Vrije val (1986)
- Zilver (1987)
- De reiziger (1989)
- Compleet (1989)
- Stranger in Your Land (1990)
- Hartslag (1991)
- 30 Jaar - Vallen en opstaan (1992)
- Tussen jou en mij (1993)
- Iets van een wonder (1994)
- De band, de zanger en het meisje (1996)
- Over leven (en dansen) (1997)
- Ballades (1999)
- Tijdloos (1999)
- Engelen uitgezonderd (1999)
- 40 Jaar hits - Het allerbeste van Rob de Nijs (2002)
- Vanaf vandaag (2004)
- Licht (2005)
- Rob 100 - De mooiste liedjes van Rob de Nijs (2007)
- Chansons (2008)
- Eindelijk vrij (2010)
- Nestor - Het beste van - Live recordings (2011)
- Rob - Mijn favoriete liedjes (2013)
- Nieuwe ruimte (2014)

## Filmografia parziale

### Attore
- Der rasende Lokalreporter - serie TV, 1 episodio (1969)
- Oebele - serie TV, 7 episodi (1970-1971) - ruolo: Bello Billy Biggelaar
- Kunt u mij de weg naar Hamelen vertellen, mijnheer? - serie TV, 46 episodi (1972-1976)

### Cantante
- Kunt u mij de weg naar Hamelen vertellen, mijnheer? - serie TV (1975-1976)
- Pipo en de Bosbas - cortometraggio (2001)

## Musical (lista parziale)
- Sajjuns fiksjun (1970)

## Onorificenze
- Cavaliere dell'Ordine Olandese del Leone[3][6]